# Isa Tengblad
Isa Sanna Mattiasdotter Tengblad, nota semplicemente Isa (stilizzato ISA) (Bromma, 25 aprile 1998) è una cantante e personaggio televisivo svedese.

## Biografia
Da bambina ha partecipato al programma televisivo trasmesso su TV4 Småstjärnorna, dove ha imitato la cantante Jill Johnson. Nel 2009 ha preso parte al programma Talang Sverige come membro del duo Electrified. Nell'estate del 2012 ha pubblicato il suo primo singolo Bomb, esibendosi allo stesso anno nel programma Sommarkrysset. Nel 2014 ha pubblicato il singolo What Are We.
L'anno seguente ha partecipato al Melodifestivalen 2015 con la canzone Don't Stop, finendo al 7º posto durante la finalissima; il singolo è stato poi certificato platino dalla Grammofonleverantörernas förening. Nel maggio 2015 ha partecipato come membro della giuria svedese all'Eurovision Song Contest 2015. Ha preso parte all'edizione successiva del concorso con il brano I Will Wait, passando la semifinale ma non qualificandosi per la finale; il singolo è stato poi certificato oro. Nel 2018 ha pubblicato il singolo Perfect, che ha anticipato l'album intitolato Debut Album pubblicato il 24 maggio 2019.
Ha anche contribuito a scrivere alcune canzoni tra cui You pubblicato da Charlie Who? e 27 Sorries pubblicato da Peg Parnevik. Ha anche co-scritto il brano I Do Me di Malou Prytz, con cui ha partecipato al Melodifestivalen 2019, classificandosi al 12ºposto nella finalissima. Il 22 novembre 2019 ha pubblicato il suo singolo Who the Hell, seguito il 27 marzo 2020 da Gravity.

## Discografia

### Album
- 2019 - Debut Album

### EP
- 2015 - Don't Stop

### Singoli
- 2012 - Bomb
- 2014 - What We Are
- 2015 - Don't Stop
- 2015 - Drum & Bass
- 2015 - Oh My
- 2015 - Let It Kill You
- 2016 - I Will Wait
- 2017 - I.S.A
- 2017 - Me Too
- 2018 - Perfect
- 2018 - Own You
- 2018 - Shy
- 2018 - After You
- 2019 - Craving
- 2019 - Bleeding Love
- 2019 - Who the Hell